# Methanogenium boonei
Methanogenium boonei (лат.) — вид архей из семейства Methanomicrobiaceae. Впервые был выделен в бухте Skan Bay, Аляска. Метаноген. Клетки неподвижные, неправильной кокковидной формы, 1,0—2,5 мкм в диаметре. Мезофил, оптимально растёт при температуре 19,4 °C, pH 6,4—7,8, солёности воды 0,3—0,5 моль/л Na+.